# Kalendarz macedoński
Kalendarz macedoński – kalendarz księżycowo-słoneczny, który był w użyciu w starożytnej Macedonii w I tysiącleciu p.n.e. Składał się z dwunastu miesięcy synodalnych (księżycowych, łącznie 354 dni), potrzebował więc dodatkowego miesiąca, by utrzymać synchronizację z porami roku. W okresie używania tego kalendarza w całym hellenistycznym świecie doliczano siedem dodatkowych embolimoi (εμβόλιμοι, miesiące przestępne) w każdym 19-letnim cyklu Metona. Nazwy starożytnego macedońskiego kalendarza pozostały w użyciu w Syrii nawet w czasach chrześcijańskiej ery. Macedoński kalendarz był w istocie kalendarzem babilońskim. Posiadał tylko nazwy macedońskie zamiast babilońskich. Przykładowa inskrypcja z Dekapolu (VI w. n.e.), Jordan, zawiera słoneczny kalendarz macedoński, zaczynający się od miesiąca Audynaeus. Słoneczny typ kalendarza był połączony później z kalendarzem juliańskim. W Macedonii rzymskiej oba kalendarze były używane. Rzymski jest poświadczony w inskrypcjach z nazwą Kalandôn (dop. καλανδῶν, calendae) oraz macedoński Hellenikei (cel. Ἑλληνικῇ, grecki). Inskrypcja z Kassandrei (ok. 306-298 p.n.e.) nosząca miesiąc Athenaion (gr. Ἀθηναιῶν) sugeruje, że kilka miast mogły mieć własne nazwy miesięcy nawet po IV w. p.n.e., czasach ekspansji macedońskiej.
Za czasów państwa Seleucydów, Macedończycy zaadaptowali erę Seleucydów. Rok zaczynał się pierwszego miesiąca Dios (nasz październik). Liczono lata od r. 312 p.n.e., który był początkiem ery Seleucydów.

## Nazwy miesięcy
- Dios (gr. Δίος, Dίos) – nasz miesiąc październik
- Apellaios (gr. Απελλαίος, Apellaίos) – listopad, także miesiąc dorycki - Apellaiōn był miesiącem mieszkańców wyspy Tinos
- Audynaios lub Audnaios (gr. Αυδυναίος, Audynaίos; Αυδναίος, Audnaίos) – grudzień, także miesiąc kreteński
- Peritios (gr. Περίτιος, Perίtios) – styczeń; miesiąc świąt Peritia
- Dystros (gr. Δύστρος, Dýstros) – luty
- Ksandikos lub Ksanthikos (gr. Ξανδικός, Ksandikόs; Ξανθικός, Ksanthikόs) – marzec; miesiąc świąt Xanthika, oczyszczających armię (Hezychiusz z Aleksandrii)
  - Ksandikos Embolimos (gr. Ξανδικός Εμβόλιμος, Ksandikόs Embόlimos) – dodawany 6 razy w ciągu 19-letniego cyklu
- Artemisios lub Artamitios (gr. Αρτεμίσιος, Artemίsios; Αρταμίτιος, Artamίtios) – kwiecień, także spartański, mieszkańców Rodos i Epidauros; Artemision był miesiącem jońskim
- Daisios (gr. Δαίσιος, Daίsios) – maj
- Panemos lub Panamos (gr. Πάνημος, Pánḗmos; Πάναμος, Pánamos) – czerwiec, także miesiąc samijski, koryncki oraz mieszkańców Epidauros i Miletu
- Loios (gr. Λώιος, Lṓios) – lipiec;  Homoloios (gr. Ομολώιος) był miesiącem Etolów, Beotów i tesalskim
- Gorpiaios (gr. Γορπιαίος, Gorpiaίos) – sierpień
- Hyperberetaios (gr. Υπερβερεταίος, Hyperberetaίos) – wrzesień; Hyperberetos był miesiącem kreteńskim
  - Hyperberetaios Embolimos (gr. Υπερβερεταίος Εμβόλιμος, Hyperberetaίos Embόlimos) – dodawany raz na 19-letni cykl

Zobacz też: kalendarz starogrecki